# Kragilan (Gebang)
Kragilan is een bestuurslaag in het regentschap Purworejo van de provincie Midden-Java, Indonesië. Kragilan telt 636 inwoners (volkstelling 2010).